# Helemese

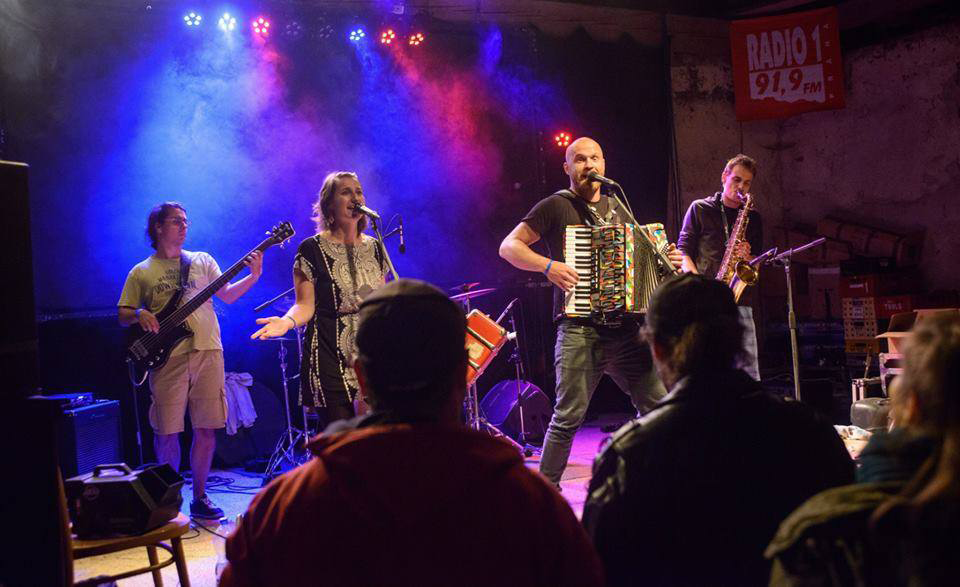
Helemese

Helemese je česká hudební skupina z Kyjova. Vznikla v roce 2007. Je chanson-punkovým uskupením vycházejícím z alternativního pojetí chansonu, punku, bluesu i world music. Vyznačuje se živelností, energičností, nadsázkou a ironií. Sedmkrát (2009–2021) koncertovala na hudebním festivalu v rumunském Banátu. Poslední album Prasečinky (2017) kapela pokřtila v rámci "Prasečinky tour 2017", které odehrála společně se Závišem. Navázala rovněž spolupráci s finskou kapelou Käärmekeitto, se kterou čtyřikrát (2016–2021) absolvovala turné po finských klubech (Tampere, Helsinki, Hämeenlinna, Porvoo, Riihimaki) a dvakrát (2017–2018) turné po českých klubech.

## Členové
- Jirka Hilčer – zpěv a akordeon
- Matyáš Zamazal – basová kytara
- Pavel Začal – bicí

## Diskografie
- 2010 – Houky (Indies MG)
- 2012 – Šnyclperkelt (Helemese Records)
- 2015 – Bublinky (Helemese Records)
- 2017 – Prasečinky (Helemese Records)